# Feldatal
Feldatal är en Gemeinde i Vogelsbergkreis i det tyska förbundslandet Hessen. Feldatal bildades den 31 december 1971, då Ermenrod, Groß-Felda, Kestrich, Köddingen, Stumpertenrod, Windhausen och Zeilbach slogs samman. Feldatal har cirka 2 400 invånare.